# 维莱布吕兰
维莱布吕兰（法語：Villers-Brûlin，法語發音：[vilɛʁ bʁylɛ̃]）是法国上法蘭西大區加来海峡省的一个市镇，属于阿拉斯区。

## 地理
维莱布吕兰（50°22'2"N, 2°32'16"E）面积3.81 平方千米，位于法国上法蘭西大區加来海峡省，该省份为法国北部沿海省份，西北濒北海，南至索姆省，东临北部省。
与维莱布吕兰接壤的市镇（或旧市镇、城区）包括：弗雷维莱尔、贝尔勒-蒙谢勒、贝通萨尔、谢莱尔、萨维贝尔莱特、坦克。

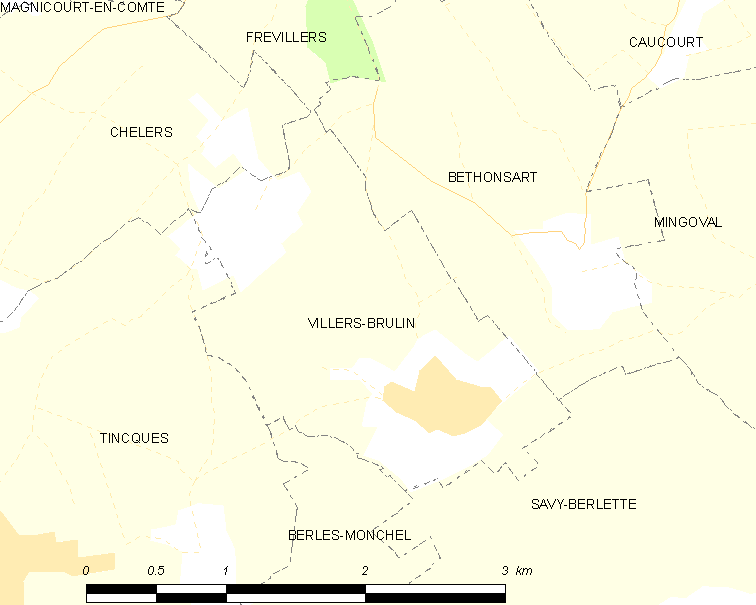
维莱布吕兰的OSM定位图

维莱布吕兰的时区为UTC+01:00、UTC+02:00（夏令时）。

## 行政
维莱布吕兰的邮政编码为62690，INSEE市镇编码为62856。

## 政治
维莱布吕兰所属的省级选区为阿韦讷勒孔特县。

## 人口

1962-2008年间维莱布吕兰人口变化图示

维莱布吕兰于2022年1月1日时的人口数量为371人。